# Timbisha Shoshone

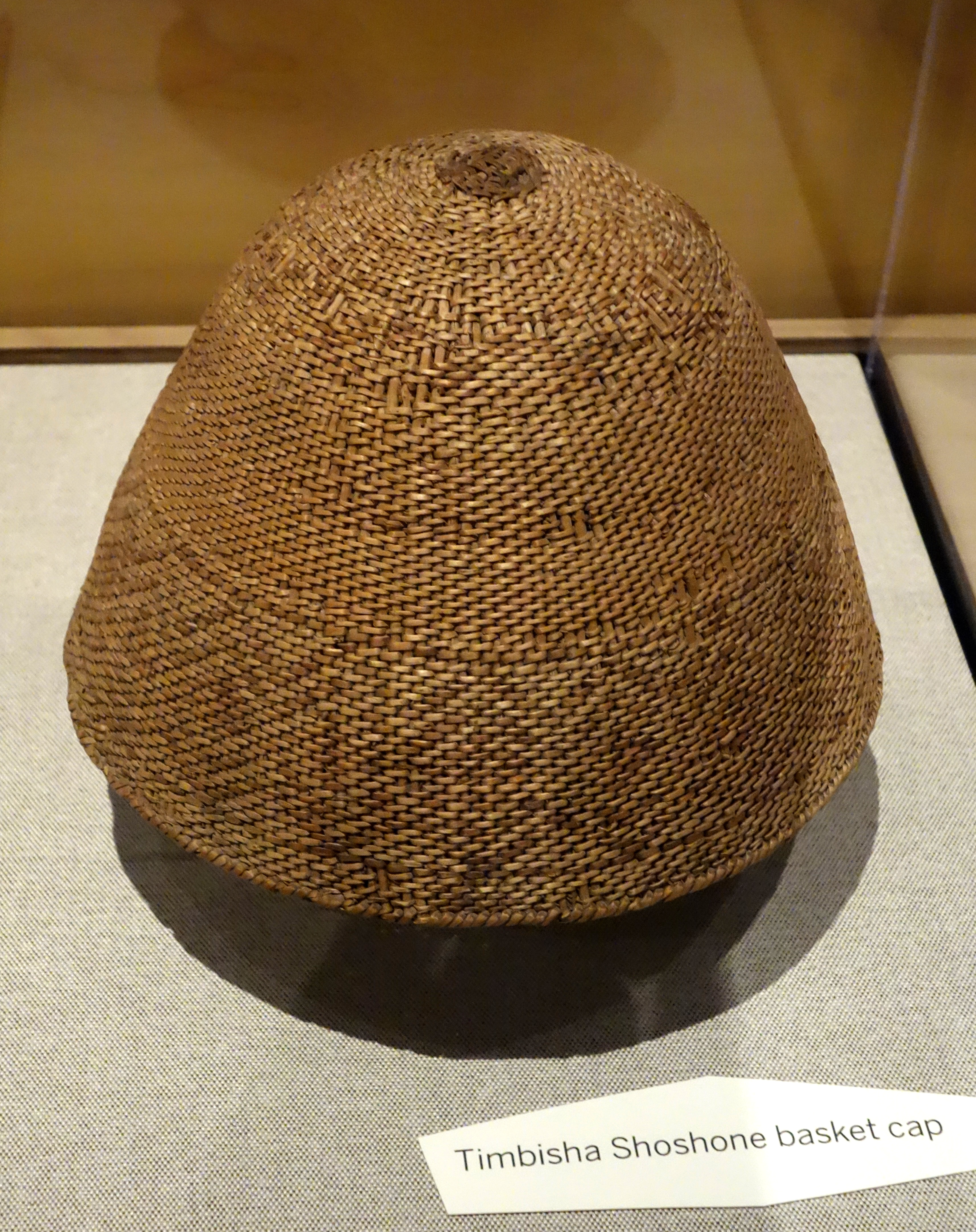
Een mand, die bedoeld is als hoofddeksel, in het Oakland Museum of California

De Timbisha Shoshone (ook Timbisha) zijn een inheems-Amerikaanse volk met een leefgebied in de Mojavewoestijn in voornamelijk Californië en Nevada. Een groot deel van de populatie leeft binnen Death Valley en het volk heeft een indianenreservaat toegewezen gekregen, dat vijf gebieden omvat. Sinds 1983 worden de Timbisha Shoshone door de Amerikaanse overheid officieel erkend onder de naam Death Valley Timbi-sha Shoshone Tribe. De Timbisha Shoshone hebben ook een eigen taal met de naam Timbisha. Het volk was tijdens de komst van de Europeanen onderdeel van de Panamint en bleek gerelateerd te zijn aan andere volkeren in de buurt.
De naam Timbisha is afkomstig van het winterdorp Timbisaka, die weer vernoemd is naar een woord dat "gezichtsverf van zandsteen" betekent. Het volk gebruikte dat tijdens ceremonies en het symboliseerde de aarde. In de in Death Valley gelegen plaats Furnace Creek bevindt zich de bevolktste nederzetting van het volk, waar tussen de 50 en 60 leden van de Timbisha wonen.

## Geschiedenis

### Voor aankomst Europeanen
De Timbisha Shoshone kwamen naar hun huidige leefgebied in en rond Death Valley meer dan duizend jaar geleden. Volgens hun mythen werden ze door Coyote naar de Ubehebe Crater in het noorden van Death Valley gebracht. Toen Coyote ging slapen, zou het volk zich hebben verspreid. In die tijd waren dieren volgens de Timbisha Shoshone mensen. De Timbisha Shoshone woonden in de zomer op andere plekken dan in de winter: in de winter woonden ze in de warme vallei in de buurt van bos en water en in de zomer op de koudere bergen. Het volk had ongeveer zes winterkampen.
Lange tijd leefden ze van jagen en verzamelen in het droge klimaat. Het voedsel verschilde per seizoen en was afkomstig uit zowel hooggelegen als laaggelegen gebieden. Soorten die in het gebied leefden omvatten zoogdieren, vogels en reptielen. Mannen maakten pijl-en-bogen en jaagden en vrouwen verzamelden planten en maakten manden, die weer gebruikt werden bij het verzamelen van planten. De Timbisha Shoshone aten veel pijnboompitten en bonen van bomen van de soort Prosopis glandulosa, die in de valleien voorkwamen en in de lente rijp werden. Deze pitten werden op verschillende manieren verwerkt en ook bewaard voor gebruik in andere seizoenen. De meeste andere pitten waren rijp in de lente en in de zomer.
Religie speelde een belangrijke rol in het leven van de Timbisha Shoshone. De religie van het volk omvat verhalen over het ontstaan van de wereld, de mensen en de dieren. De schepper van de aarde is volgens het geloof van de Timbisha Shoshone Appü. Ook dansten ze ter genezing en met als doel het weer te veranderen.

### Vanaf aankomst Europeanen
In 1849 kwamen Europeanen naar de regio, waardoor het leven van de Timbisha Shoshone grote veranderingen doormaakte. Zo werden bomen omgehakt voor de mijnbouw en werden waterrijke gebieden ingenomen door de Europeanen. In de jaren 60 van de 19e eeuw liepen de spanningen tussen de Europeanen en de inheemsen op, waardoor er conflicten ontstonden. In datzelfde decennium sloten beide partijen vrede middels de vrede van Ruby Valley, waarin stond dat de Europeanen het land van de inheemsen mochten betreden, maar dat de inheemsen de grond niet hoefden af te staan. Leden van de Timbisha Shoshone begonnen in de jaren 70 en 80 van de 19e eeuw te werken voor de Europeanen en enkele inheemse vrouwen trouwden met Europeanen. De leden van het volk werkten onder andere op boerderijen om voedsel voor mijnwerkers in Grapevine Canyon en Furnace Creek te verbouwen.
In de jaren 20 van de 20e eeuw gingen veel Timbisha Shoshone werken aan bouwprojecten en in het toerisme, omdat de mijnindustrie in het gebied was verdwenen. De leden van het volk woonden toen in Grapevine Canyon, Wild Rose Canyon en Furnace Creek. In 1933 werd Death Valley National Monument opgericht, waardoor de overheid officieel het leefgebied van de Timbisha Shoshone in handen kreeg. Het volk moest daardoor verschillende van zijn activiteiten staken. Het Bureau of Indian Affairs kwam niet op voor het volk en in 1936 stelde de National Park Service zestien hectare beschikbaar als woonplaats voor de Timbisha Shoshone in Furnace Creek. Met hulp van onder andere het Civilian Conservation Corps werd een nederzetting met elf of twaalf kleine huizen gebouwd zonder riolering en elektriciteit. Tot de jaren 40 beschikte de nederzetting over een handelspost. Rond diezelfde tijd stopte de Timbisha Shoshone te leven van het jagen en verzamelen. In 1977 en 1983 werd de nederzetting uitgebreid met woonwagens.
In 1979 verzochten de Timbisha Shoshone om nationale erkenning als indianenstam. In 1983 werd het volk uiteindelijk officieel door de Amerikaanse overheid erkend, maar het volk kreeg geen grond toegewezen. Het volk had destijds 199 leden. In januari 2000 ging de Timbisha Shoshone Homeland Act in werking, waardoor de Timbisha Shoshone een indianenreservaat kregen. Het volk kan sindsdien deze gebieden permanent bewonen en besturen. Vier percelen waren voorheen eigendom van het Bureau of Land Management en twee percelen waren privaat bezit. Tegenwoordig zijn de Timbisha Shoshone afhankelijk van werk en federale fondsen, waarmee zij de National Park Service geld betalen in ruil voor diensten als watervoorziening, politie en de verwijdering van afval.

## Reservaat
Aan de Timbisha Shoshone zijn vijf gebieden toegewezen met een totale oppervlakte van 31,4 km², namelijk:
| Locatie               | Staat      | Oppervlakte |
| --------------------- | ---------- | ----------- |
| Furnace Creek         | Californië | 1,3 km²     |
| Death Valley Junction | Californië | 4 km²       |
| Centennial            | Californië | 2,6 km²     |
| Scotty's Junction     | Nevada     | 11,3 km²    |
| Lida                  | Nevada     | 12,1 km²    |

Naast deze gebieden zijn er ook drie speciale gebieden die geen onderdeel uitmaken van het reservaat, maar tot op zekere hoogte door de Timbisha Shoshone mogen worden gebruikt. Een van die gebieden is een bufferzone, waar bezoekers van Death Valley National Park niet mogen komen, om zo de privacy van de Timbisha Shoshone te verhogen.

## Bestuur
Het bestuur van de Timbisha Shoshone is verdeeld onder drie bestuursorganen, de General Council, de Tribal Council en de Tribal Judiciary. De General Council bestaat uit alle leden van het volk met een leeftijd van minimaal zestien jaar. De Tribal Council bestaat uit vijf personen, die worden gekozen door de General Council. De Tribal Council omvat één voorzitter. De eerste raad van de Timbisha Shoshone werd opgericht in 1937. Naast de drie bestuursorganen zijn er ook twee comités en is er een ministerie van milieu. De Timbisha Shoshone hebben een eigen grondwet.
In eerdere tijden werd de stam bestuurd door dorpshoofden, die vooral macht hadden over het landgebruik. Ze besloten als er te weinig voedsel was om de nederzetting te verplaatsen en hadden daarnaast verantwoordelijkheid over jongeren en ouderen die niet voor zichzelf konden zorgen. Andere taken waren het oplossen van disputen, het organiseren van feesten en soms de baas zijn over de jacht. Na de komst van de Europeanen waren de dorpshoofden ook vertegenwoordigers van de leden van hun stam.